# 計奈恵
計奈 恵（かずな けい）は、日本の漫画家・イラストレーター。主に少年漫画や成人向け漫画を執筆。最初期のペンネームは「大伴まさる」で、その後は全ジャンルで「計奈恵」名義で執筆していたが、少年漫画を執筆して以降は成人向けでは「和猫」（かずねこ）名義で執筆。このま和歩（孤ノ間和歩）は師匠にあたる人物。

## 作品リスト

### 漫画
- 無敵冒険シャクマ （エニックス ガンガンコミックス 全4巻）『月刊少年ガンガン』連載
- 強引にマイウェイ （1996年 エニックス ギャグ王コミックス 全1巻）『月刊少年ギャグ王』連載
- 魔法の天使クリィミーマミ永遠のワンスモア （1984年 講談社 KCキャロル 全1巻）※描き下ろし。
- いつかどこかで （笠倉出版社、全1巻）※1988年。週刊サンケイに短期集中連載（上・中・下の3回）された作品の単行本化。
- あの娘はI （1991年 集英社 ジャンプ・コミックス 全1巻）※短編集。
  - あの娘はI
  - あいつが繁馬
  - 大作戦"H"
  - 怪盗ルージュ
- ギャラクシーポリスキャノン （1992年 久保書店）

### その他の仕事
- ダーティペア ヴァッサーインゼルの大追跡 （1987年 富士見書房 原作・高千穂遙 著・松枝蔵人）挿絵
- 不思議な少女 ミラクルミティ（栄光社 ぬりえ/描き下ろし）（1983年）
- 不思議な少女 マジカルミリー（栄光社 ぬりえ/描き下ろし）（1984年）
- 魔法のスターマジカルエミ（スタジオぴえろ/企画協力 ※各話共通のエンディングフィルムにクレジットあり）（1985年）

### 成人向け
- くりいむレモン
  - SF・超次元伝説ラル （デザイン担当）
  - STAR TRAP （原案・デザイン担当）
  - 魔道都市アスタロト （原作担当）
- トライアングルミステリアン （1984年 白夜書房）
- Let's エンテァティメント （1986年 大正屋出版）

#### 和猫名義
- 裏救世主R （1997年 青磁ビブロス カラフルEX）『カラフルBee』掲載作を収録
- Dear sweet Heart （1998年 青磁ビブロス カラフルEX）『カラフルBee』掲載作を収録
- Dear Little Lover （2000年 メディアックス MDコミックス）
- 天使の羽根と悪魔の黒マント （2002年 コアラブックス）
- ターニング・ラブ （2002年 コアラブックス）『コミックぴゅあ』『ぴゅあぷちっと』連載
- スタートラップ-くりいむレモン （ノベライズ版）

## アシスタント
- 田中雅人
- チャーリーにしなか